# .ml
.ml è il dominio di primo livello nazionale assegnato al Mali.
Originariamente gestito dalla Société des Télécommunications du Mali (Sotelma), dal 2013 è amministrato dalla Agence des Technologies de l’Information et de la Communication (AGETIC).
Dal 2013 fino al 2023 la società olandese Freenom ha offerto domini gratuiti .ml, nonostante nel 2015 abbia ricevuto una sospezione di 90 giorni da parte dell'ICANN.
Sia il dipartimento della difesa degli Stati Uniti d'America che il ministero della difesa britannico hanno dichiarato di aver mandato erroneamente e-mail al dominio .ml in sostituzione del dominio .mil.